# Gattendorf (Austria)
Gattendorf (węg. Lajtakáta, burg.-chorw. Raušer) – gmina w Austrii, w kraju związkowym Burgenland, w powiecie Neusiedl am See. 1 stycznia 2014 liczyła 1,24 tys. mieszkańców.